# Сирильяно, Эсекьель
Эсекье́ль Адриа́н Сирилья́но (исп. Ezequiel Adrián Cirigliano; 24 января 1992, Касерос, Аргентина) — аргентинский футболист, полузащитник. Выступал за молодёжную сборную Аргентины.

## Биография
Воспитанник футбольной школы «Ривер Плейта». Дебютировал в составе «Ривера» 11 апреля 2010 года в выездном матче против клуба «Атлетико Тукуман». Тогда он вышел в стартовом составе и играл в центре поля в паре со своим будущим тренером Матиасом Альмейдой, которому тогда было уже 36 лет. Своей манерой игры и действиями в центре поля Эсекьель напоминал Хави, за что получил прозвище «Маленький Хави». Также его называют новым «Маскерано». В 2012 году он пробовался в «Манчестер Сити», однако не прошёл просмотр и вынужден был вернуться в «Ривер». В 2013 году на правах аренды играл за «Верону», однако по семейным обстоятельствам вернулся в «Ривер Плейт». В 2014 году провёл несколько матчей за «Ривер» в качестве капитана команды. Также Сирильяно был игроком молодёжной сборной Аргентины, в составе которой он выступал на МЧМ-2011.
22 июля 2015 года Сирильяно был арендован клубом MLS «Даллас». В высшей лиге США дебютировал 6 сентября в матче против «Коламбус Крю», заменив Давида Тешейру на 79-й минуте. 22 января 2016 года «Даллас» отчислил Сирильяно.
В 2016 году, после ареста за вождение автомобиля в состоянии алкогольного опьянения и сопротивления аресту, «Ривер Плейт» разорвал контракт с Сирильяно. Впоследствии он выступал за «Атлетико Тукуман», мексиканский «Сакатепек», чилийский «Сан-Луис Кильота». В 2021 году провёл свой последний матч на профессиональном уровне за «Годой-Крус». В 2022 году играл на любительском уровне в итальянской Серии D за команду «Чинтиальбалонга».
15 августа 2022 года полиция арестовала Эсекьеля Сирильяно в муниципалитете 3 Февраля провинции Буэнос-Айрес. Сирильяно проник в чужой дом в Касеросе с целью ограбления. Сирильяно произвёл несколько выстрелов из пистолета калибром 9 мм. Футболист был одет в футболку с символикой французского «Пари Сен-Жермен» и носил длинные штаны с логотипом «Боки Хуниорс». Полиция предъявила ему обвинение в незаконном ношении огнестрельного оружия и нарушении неприкосновенности жилища.

## Достижения
- Вице-чемпион Аргентины (2): Финаль 2014, 2014
- Победитель Примеры B Насьональ (1): 2011/12
- Обладатель Южноамериканского кубка (1): 2014 (не играл)